# Jakovici
 Jakovci  (olaszul: Iacovici) falu Horvátországban, Isztria megyében. Közigazgatásilag Tinjanhoz tartozik. 

## Fekvése
Az Isztria középső részén Pazintól 13 km-re, községközpontjától 3 km-re délnyugatra, a 48-as számú főút mellett fekszik.

## Története
A településnek 1880-ban 371, 1910-ben 469 lakosa volt. Az első világháború után a rapallói szerződés értelmében Isztria az Olasz Királysághoz került. A második világháború után Jugoszlávia része lett. Jugoszlávia felbomlása után 1991-ben a független Horvátország része lett. 2011-ben a falunak 266 lakosa volt. Lakói hagyományosan mezőgazdasággal és állattenyésztéssel foglalkoznak.

## Lakosság
| Lakosság változása | Lakosság változása | Lakosság változása | Lakosság változása | Lakosság változása | Lakosság változása | Lakosság változása | Lakosság változása | Lakosság változása | Lakosság változása | Lakosság változása | Lakosság változása | Lakosság változása | Lakosság változása | Lakosság változása | Lakosság változása |
| ------------------ | ------------------ | ------------------ | ------------------ | ------------------ | ------------------ | ------------------ | ------------------ | ------------------ | ------------------ | ------------------ | ------------------ | ------------------ | ------------------ | ------------------ | ------------------ |
| 1857               | 1869               | 1880               | 1890               | 1900               | 1910               | 1921               | 1931               | 1948               | 1953               | 1961               | 1971               | 1981               | 1991               | 2001               | 2011               |
| 0                  | 0                  | 371                | 399                | 428                | 469                | 0                  | 0                  | 423                | 417                | 309                | 287                | 272                | 242                | 282                | 266                |